# Kašperské Hory
Kašperské Hory (in tedesco Bergreichenstein) è una città della Repubblica Ceca facente parte del distretto di Klatovy, nella regione di Plzeň.